# ベルケス・ベンス
ベルケス・ベンス（Berkes Bence, 1988年11月2日 - ）は、ハンガリーの声優。ブダペスト出身。

## 人物・経歴
ハンガリー・ブダペストで生まれ育つ。作曲家である父を持つ。2001年に上映された『ハリー・ポッターと賢者の石』のハンガリー語吹き替え版でロン・ウィーズリー役に起用され、以降の作品でも務めている。

## 出演作品
太字は主要キャラクター。

### テレビドラマ
- ザ・ミドル 中流家族のフツーの幸せ
- GOTHAM/ゴッサム

### 映画
- ハリー・ポッターシリーズ（ロン・ウィーズリー）
- 卒業の朝（ディーパック・メタ）

### テレビアニメ
- イナズマイレブン（松野空介）
- 犬夜叉（琥珀）
- BLOOD+
- 名探偵コナン（前原剛）